# Одо (епископ Байё)
Одо (Одон) де Кантевиль (фр. Odon de Conteville), или Одо из Байё (фр. Odon de Bayeux, Odo de Bayeux, англ. Odon of Bayeux; 1030-е — февраль 1097, Палермо) — один из ближайших соратников и единоутробный брат Вильгельма Завоевателя, активный участник нормандского завоевания Англии и неоднократный регент страны во время отсутствия короля, епископ нормандского города Байё с 1049 года и граф Кент в 1066/1067—1082 и 1087—1088 годах.

## Происхождение и семья
Отцом Одо был нормандский магнат Эрлуэн, виконт де Контвиль (около 1010 — около 1055), который владел землями вокруг Грестена к югу от устья Сены, от первого брака с Герлевой — бывшей любовницы герцога Нормандии Роберта Дьявола, матери нормандского герцога Вильгельма Завоевателя. Таким образом Одо приходился единоутробным братом будущему завоевателю Англии. Из источников известно, что в браке Эрлуэна и Герлевы родился ещё один сын Роберт, который в конце 1050-х годов был сделан графом Мортена, а также дочь по имени Мюриэль, жена Эда, виконта Котантена. В источниках упоминаются ещё двое единокровных братьев Одо — Ральф и Жан, родившихся во втором браке его отца с некоей Фредесендой; они владели некоторыми землями в Нормандии, но кроме этого об их биографии известно мало. Возможно, что старший из них является одним лицом с Радульфом де Контвилем, который согласно «Книге Страшного суда» в 1086 году владел землями в Сомерсете и Девоне. Дэвид Бейтс считает, что, вероятно, ещё одной сестрой епископа была неизвестная по имени жена имевшего владения в Южной Нормандии Гильома де Ла-Ферте-Масе.
В источниках упоминается, что у Одо был один сын — Джон де Байё, который был капелланом короля Генриха I, но имя его матери не установлено

## Ранние годы
Точный год рождения Одо неизвестен. Двое хронистов, писавших свои исторические сочинения в XII веке, расходятся во мнении, когда именно вышла замуж Герлева за Эрлуэна: до или после смерти Роберта Дьявола. Ордерик Виталий указывал, что брак был заключён после того, как в 1035 году умер герцог. Некоторые историки приняли это утверждение. Так Эдуард Фримен считал, что брак мог состояться не раньше смерти герцога, поэтому указывал, что Одо родился не раньше 1036 года. Но подобное утверждение вызывает серьёзные возражения у других исследователей. Главный аргумент против поздней даты рождения Одо — назначение его епископом в конце 1049 — начале 1050 года. Если родители Одо поженились в 1035 году, а Одо был старшим ребёнком, родившимся в этом браке, то самая ранняя дата его рождения — 1036 год; в этом случае в момент избрания ему не могло быть больше 14 лет. Хотя подобное назначение не было невозможным в то время, поскольку епископом он стал благодаря родству герцогом Нормандии, как считают Дэвид Дуглас и Мишель де Бюар, церковные историки, особенно Ордерик Виталий, наверняка бы обратили внимание на подобное скандальное назначение. Поэтому современные историки считают более достоверным сообщение Уильяма Мальмсберийского, утверждавшего, что брак Герлевы состоялся ещё при жизни герцога Роберта. На подобное указывал ещё Джеймс Планше, автор исследования о соратниках Вильгельма Завоевателя, который относит рождение Одо к 1030 году. Мишель де Бюар считает, что брак между родителями будущего епископа состоялся между 1028 и 1030 годами и объясняет его глубокой переменой, которая произошла в этот период в характере герцога Роберта. Дэвид Дуглас считает, что Одо родился около 1030 года. В таком случае, Одо мог стать епископом в 19 лет. Хотя и в этом случае он был намного моложе 30 лет — возраста, в котором по каноническому праву можно было стать епископом, что соответствует утверждению Ордерика Виталия о том, что тот Одо слишком юн в момент избрания.
В источниках не упоминается, кто из двух братьев, Одо или Роберт, был старше. Джеймс Планше считал старшим Одо, а датой рождения Роберта считал 1031 года. Дэвид Бейтс в опубликованном в 1975 году исследовании биографии Одо указывал, что Роберт родился после 1040 года, однако позже в статье об Одо, опубликованной в «Оксфордской биографической энциклопедии» на основании того, что наследником владений Эрлуэена стал Роберт, пришёл к выводу, что именно был старшим из братьев. Историк, как и Д. Дуглас, считает, что скорее всего Одо действительно родился в начале 1030-х годов.
Об образовании, полученном Одо, известно мало. Хронист Гильом из Пуате полагает, что обучался он в герцогском доме.
В октябре 1049 года умер Гуго, епископ Байё, после чего не позже 23 апреля 1050 года его преемником был избран Одо. При этом в сан диакона Одо был посвящён только в 1051 году в Фекане своим родственником — Гуго д’Э, епископом Лизьё. В результате какое-то время он был светским епископом, но, с учётом родства с нормандским герцогом, это никого из современников не шокировало.
Назначение Одо епископом произошло по приказу его брата, герцога Вильгельма, что было типичным для карьеры близких родственников правителя Нормандии. После победы в 1047 году в битве при Валь-эс-Дюне герцог нуждался в укреплении своей власти в Западной Нормандии, поэтому с политической точки зрения избрание епископом Байё Одо было для него выгодно, поскольку он желал, чтобы ключевые посты в Нормандии занимали доверенные ему лица.
Хотя до 1066 года Одо занимал важное место в Нормандии, о чём свидетельствует постоянное присутствие его имени на герцогских хартиях, этот период его жизни источниками освещён плохо. Но, по мнению Дэвида Бейтса, именно тогда в Байё был заложен фундамент, благодаря которому брат Вильгельма Завоеватель играл важную роль в Англии и Нормандии после 1066 года.

## Нормандское завоевание Англии

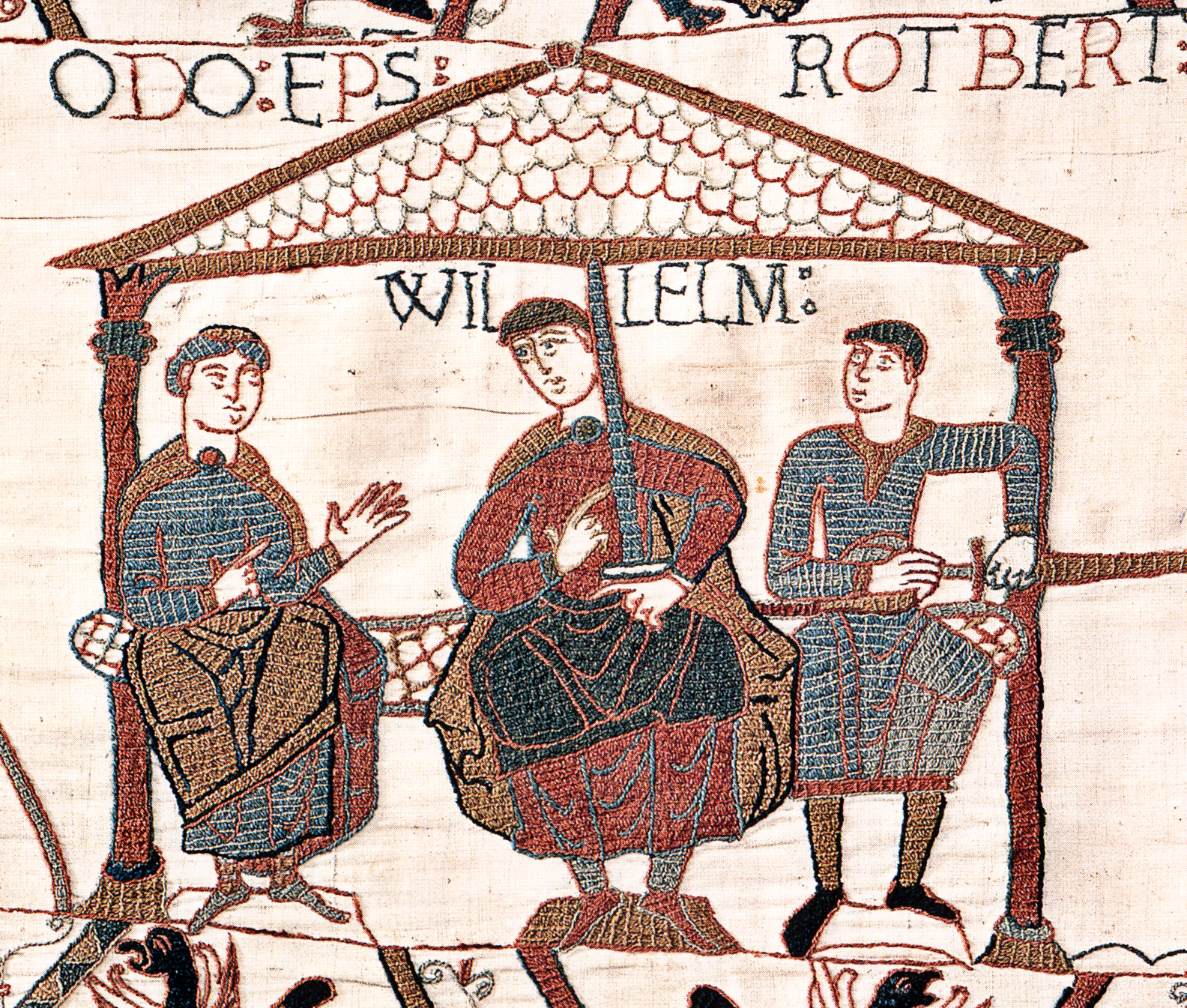
Одо перед битвой при Гастингсе излагает свой план на сражение Вильгельму Завоевателю. Фрагмент гобелена из Байё

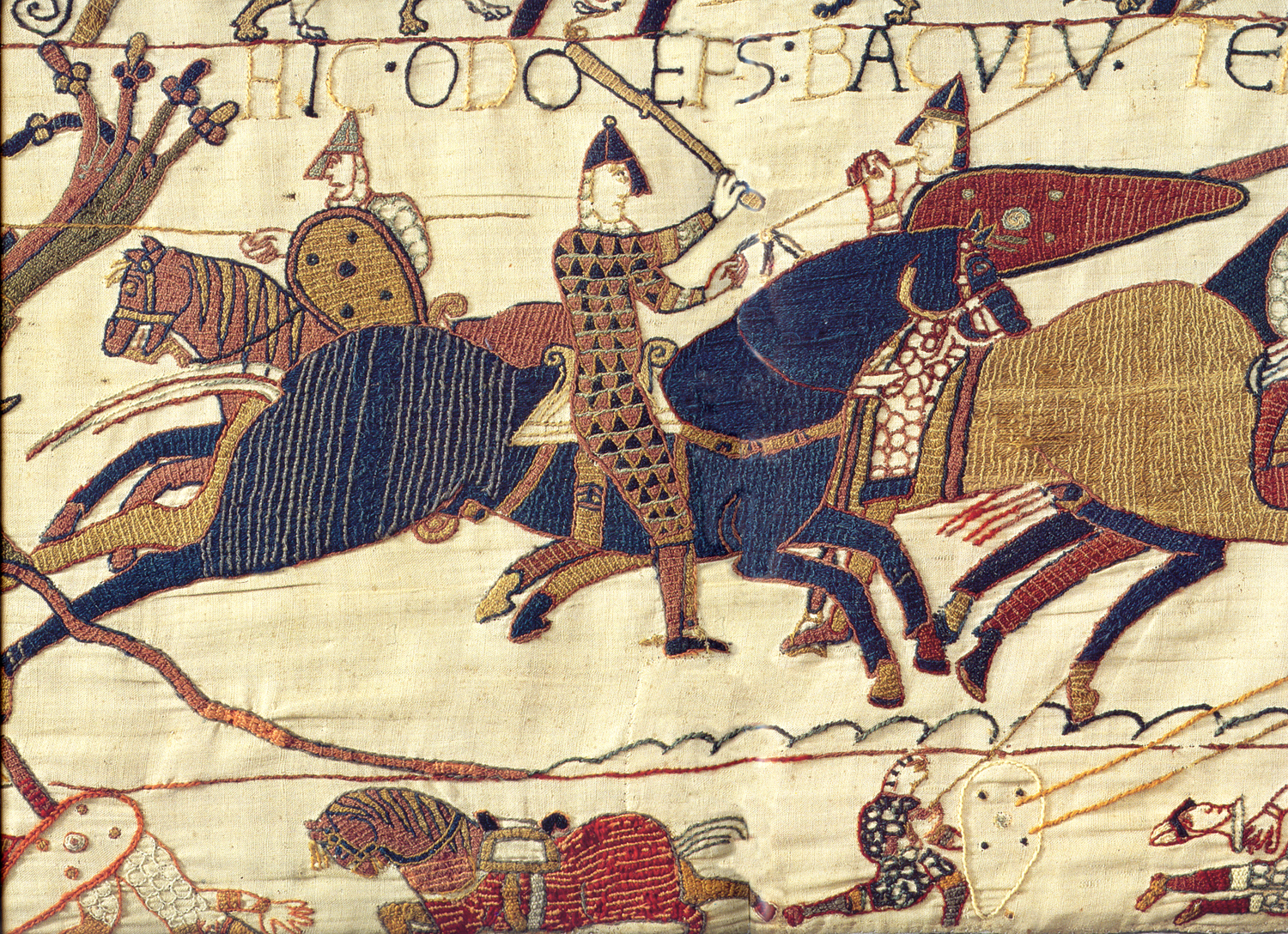
Одо объединяет войска герцога Вильгельма во время битвы при Гастингсе в 1066 году. Фрагмент гобелена из Байё

В обсуждениях будущего завоевания Англии епископ Байё занимал важное место. Согласно составленному в начале XII века списку кораблей флота вторжения 100 кораблей предоставил Одо. О его роли в битве при Гастингсе известно в основном по изображениям на так называемом гобелене из Байё, созданного не позже 1092 года. Исследователи считают, что вероятно именно Одо мог заказать изготовление гобелена. Об этом, по мнению современных историков, свидетельствует тот факт, что епископ занимает важное место в трёх сценах, а три из очень немногих фигур, имена которых были связаны, занимали не очень важное положение, но есть сведения о том, что они были связаны с ним.
«Гобелен из Байё» указывает, что Одо играл важную роль во время завоевания Англии — как солдат, и как советник, но, как считает Д. Бейтс, его значимость там, вероятно, была раздута. На одном изображении епископ вместе с братом Робертом изображён на совете перед битвой при Гастинсе, оживлённо излагая внимательно слушающему его герцогу Вильгельму план на битву. На другом он показан во время самой битвы, одетый в хаубергон (но без полной защиты, которую даёт хауберк) и с оружием, напоминающем булаву, собирающим войска в стратегически важный момент сражения. Бейтс указывает, что данное изображение не обязательно противоречит заявлению Гильома из Пуатье о том, что Одо не несёт личной ответственности за пролитие крови в битве при Гастингсе, однако полагает, что мнение о том, что тот вместе Жоффруа, епископом Кутанса, находились на месте сражения только затем, чтобы помочь нормандцам молитвой, является преуменьшением. Некоторые исследователи полагают, что Одо лично участвовал в сражении, сменив меч на булаву, чтобы обойти канонический запрет священнослужителям проливать кровь.
После завоевания Одо получил обширные владения в Англии. Согласно созданной в 1086 году «Книге Страшного суда», он был самым богатым английским землевладельцем, после самого Вильгельма. Его владения были разбросаны по 22 графствам в Южной и Восточной Англии. В качестве главного арендатора Одо владел 569 поместьями, из которых 184 располагались 191 — в Кенте, 84 — в Линкольншире, 46 — в Оксфордшире, 42 — в Саффолке, 41 — в Эссексе, 40 — в Бэкингемшире, 26 — в Суррее, 24 — в Норфолке, 23 — в Хартфордшире, 17 — в Нортгемптоншире, 12 — в Гэмпшире, 8 — в Бедфордшире, 6 — в Уорикшире, 4 — в Уилтшире, по 2 — в Вустершире и Сомерсете, 1 — в Дорсете. 75 % владений Одо были переданы субарендаторам. Ещё в 102 поместьях он сам был субарендатором, из них 24 располагалось в Саффолке, 21 — в Линкольншире, 16 — в Норфолке, 11 — в Эссексе, 10 — в Кенте, 5 — в Оксфордшире, 7 — в Суррее, по 2 — в Бэкингемшире, Хартфордшире и Сомерсете, по 1 — в Бедфордшире и Беркшире. Эти владения приносили ему ежегодный доход в 3240 фунтов. Единственным аристократом, который был близок к Одо по богатству, был его брат Роберт, однако принадлежавшие ему в 1086 году крупные владения в Корнуолле и Йоркшире тот приобрёл, вероятно, после 1075 года.

## Граф и регент королевства
Когда в начале 1067 года ставший королём Англии Вильгельм Завоеватель вернулся в Нормандию, для управления своим новым королевством он оставил Одо и Уильяма Фиц-Осберна в качестве регентов. Вскоре после коронации брата он в 1066 или 1067 году ещё и получил титул графа Кента. Кристофер Льюис считает, что это произошло в начале 1067 года, когда Одо было поручено управлять Дувром и его замком. Большая часть владений, которые ему достались, ранее принадлежали эрлу Леофвину Годвинсону. Однако впервые в хартиях с титулом графа Кента Одо упоминается в 1072 году. В его первоначальные обязанности в качестве графа входил контроль за обороной и покорение юго-восточной части королевства. До того как король в декабре вернулся в Англию, регенты были заняты в основном строительством замков и подавлением восстаний. В частности, когда на Дуврский замок напал Эсташ II, граф Булони, бывший союзник Вильгельма Завоевателя, Одо мешал его продвижению к Дувру. Подобные назначения, по мнению Д. Бейтса, свидетельствуют о том, что король желал, чтобы его единоутробный брат принимал активное участие в управлении завоёванным королевством.
Как указывает Д. Бейтс, рассмотрение деятельности Одо в этот период в источниках во многом связана с интерпретацией его роли в Нормандском завоевании Англии. «Англосаксонская хроника», в основных аспектах повторяющая писавшего в 1120-х годах Ордерика Виталия, указывает на чинимые епископом притеснения и беззакония. В то же время Гильом из Пуатье, работа которого была завершена до 1077 года, восхваляет действия Одо, указывая, что со временем англичане оценят их по заслугам. Историк отмечает, что подобная неоднозначность имеет фундаментальное значение для интерпретации карьеры епископа в Англии.
Период между 1066 годом и концом 1082 — началом 1083 года, когда Вильгельм приказал арестовать и заключить в тюрьму брата, является апогеем всей английской карьеры Одо. Многие источники сообщают, что в те периоды, когда король уезжал в Нррмандию, Англией управлял граф Кент. Основные резиденции графа находились в Дувре, Рочестере (Кент), Деддингтоне (Оксфордшир) и Снеттишеме (Норфолк). Выданные Одо хартии свидетельствуют о том, что он был типичным путешествующим магнатом, который присутствовал на разных важных событиях вроде коронации Матильды, жены Вильгельма, на Троицу 1068 года, спорах о главенстве в английской церкви, проходивших на Троицу 1072 года в Уинчестере. Также он обычно присутствовал на крупных королевских церемониях и собраниях, которые Вильгельм Завоеватель проводил как в Англии, так и в Нормандии, а также на церковных соборах нормандской церкви.
Когда в 1075 году в Восточной Англии вспыхнул мятеж трёх графов, Одо был одним из королевских военачальников, занимавшихся его подавлением. Осенью 1080 года он возглавил королевскую армию, которая опустошила Нортумбрию к северу от реки Тис, чтобы отомстить за убийство епископа Дарема Уильяма Уолшера.
В 1074 году Вильгельм Завоеватель подарил возводимому Одо собору в Байё крупное поместье Ле-Плесси-Гримуль. Сам собор был освящён 14 июля 1077 года в присутствии Вильгельма Завоевателя и многих представителей нормандской знати. В большинстве сохранившихся королевских хартий, касающихся Кента, Одо упоминается в качестве графа. Согласно некоторым, он обменивал и дарил земли в графстве расположенным в нём главным церквям, в частности, аббатству Святого Августина в Кентербери.
Историки затрудняются определить характер роли, которую Одо играл в Англии после завоевания и до 1082/1083 года. С одной стороны, современные ему источники чётко указывают, что в периоды, когда Вильгельм Завоеватель отправлялся в Нормандию, роль регента исполнял его брат. Однако сам Одо нередко сопровождал короля в Нормандию. При этом Д. Бейтс отмечает, что архиепископ Кентерберийский Ланфранк явно замещал в Англии Вильгельма Завоевателя. В отличие от Одо, имя архиепископа фигурирует в качестве первого адресата в многичисленных сохранившихся письмах. Во время мятежа трёх графов 1075 года именно Ланфранк играл центральную роль, координируя подавление восстания. В итоге Бейтс считает, что в тот период, когда Вильгельм Завоеватель отсутствовал в королевстве, только его брат в Англии имел полномочия, эквивалентные королевской власти. Историк отмечает, что его интерпретация подтверждается как сообщением «Книги Страшног суда» о том, что только печать Одо имела такой же статус, как и королевская, так и частыми упоминаниями о признании имущественных споров, разрешённых с помощью полномочий графа Кента. И были периоды, когда Одо фактически управлял королевством, пока его брать был занят делами на континенте. Так с конца 1077 и до начала 1080 года Вильгельм Завоеватель занимался войной, спровоцированной его старшим сыном Робертом Куртгёзом, именно граф Кент де-юре был назначен урегулировать все дела в Англии.
То, как Одо выполнял свои обязанности, вызывало резкую критику. Например, Ордерик Виталий относил его к категории тиранов — правителей, которые пренебрегают как справедливостью, так и законами. Двойственное впечатление производят и сохранившиеся рассказы о земельных тяжбах. Созданный в Рочестере текст указывает, что Одо приложил немало усилий, чтобы вернуть церкви поместье, и доказать, что английские свидетели пошли на лжесвидетельство из-за угроз нормандского шерифа. «Хроника аббатства Эвшем» описывает графа Кента в расследовании о землях аббатства в районе камня четырёх графств (Уорикшир) как хищного волка; при этом, как отмечает Д. Бейтс, некоторые земли, которые Одо присвоил себе, не принадлежали аббатству, а были предоставлены аббату Этельвигу на время. По мнению историка, подобные обвинения стоит рассматривать в контексте других сохранившихся свидетельств поведения графа Кента. Согласно «Книге Страшного суда», Одо и его арендаторы в ряде мест достаточно агрессивно пытались расширить свои земельные владения. Так в 1072 году они оказались вовлечены в обширную земельную тяжбу, проходившую в Пененден Хит около Мейдстона, в результате которого было вынесено решение, что Одо и его арендаторы незаконно захватили значительное количество владений, принадлежавшими архиепископу Кентерберийскому и монахам церкви Христа в Кентербери. Хотя большая часть тяжбы возникла из-за споров о владении имуществом до Нормандского завоевания, а все сохранившиеся о ней свидетельства были написаны противниками графа Кента, последовавшие за ней затяжные споры способствовали усиления впечатления об его жадности и непомерной власти. При этом сохранилось достаточно свидетельств того, что в целом Одо во время правления в Англии не был полностью корыстен и не занимался только злоупотреблением властью. Бейтс считает, что действия графа связаны с тем, что после Нормандского завоевания на него легла тяжёлая ответственность за сложную политическую ситуацию и разрешения непростых вопросов, связанных с землевладением.

## Арест
В 1082 году Одо был неожиданно арестован и помещён в тюрьму за то, что он планировал военную экспедицию в Италию. Мотивы, по которым епископ собирался отправиться в Италию, точно не установлены. Средневековые хронисты считали, что Одо пытался таким образом обеспечить своё избрание Папой Римским: именно в это время резко обострилось противостояние Григория VII с императором и Папа Римский потерял поддержку не только многих европейских монархов, но и значительной части кардиналов. Однако источники XI века не упоминают о желании Одо надеть на себя тиару Святого Петра. С другой стороны, в случае если для своей экспедиции в Италию Одо пытался вербовать англо-нормандских рыцарей, это действительно могло вызвать резкую реакцию короля: известно несколько случаев, когда Вильгельм конфисковал земли рыцарей, по примеру своих предков отправившихся искать военного счастья в других странах. Как бы то ни было, следующие пять лет Одо провёл в тюрьме и его владения и титулы были конфискованы королём. Существенно, что во время процесса Одо судили именно как графа Кента, не упоминая о наличии у него духовного сана и не претендуя на его смещение с епископской кафедры: Вильгельм не желал вторгаться в компетенцию священноначалия. Позднее этот прецедент неоднократно использовался английскими королями в борьбе с непокорными церковным клириками. Лишь на смертном одре в 1087 году Вильгельм Завоеватель уступил настояниям их брата Роберта, графа де Мортена, освободил Одо и вернул ему отнятые земли.

## Восстание 1088 года

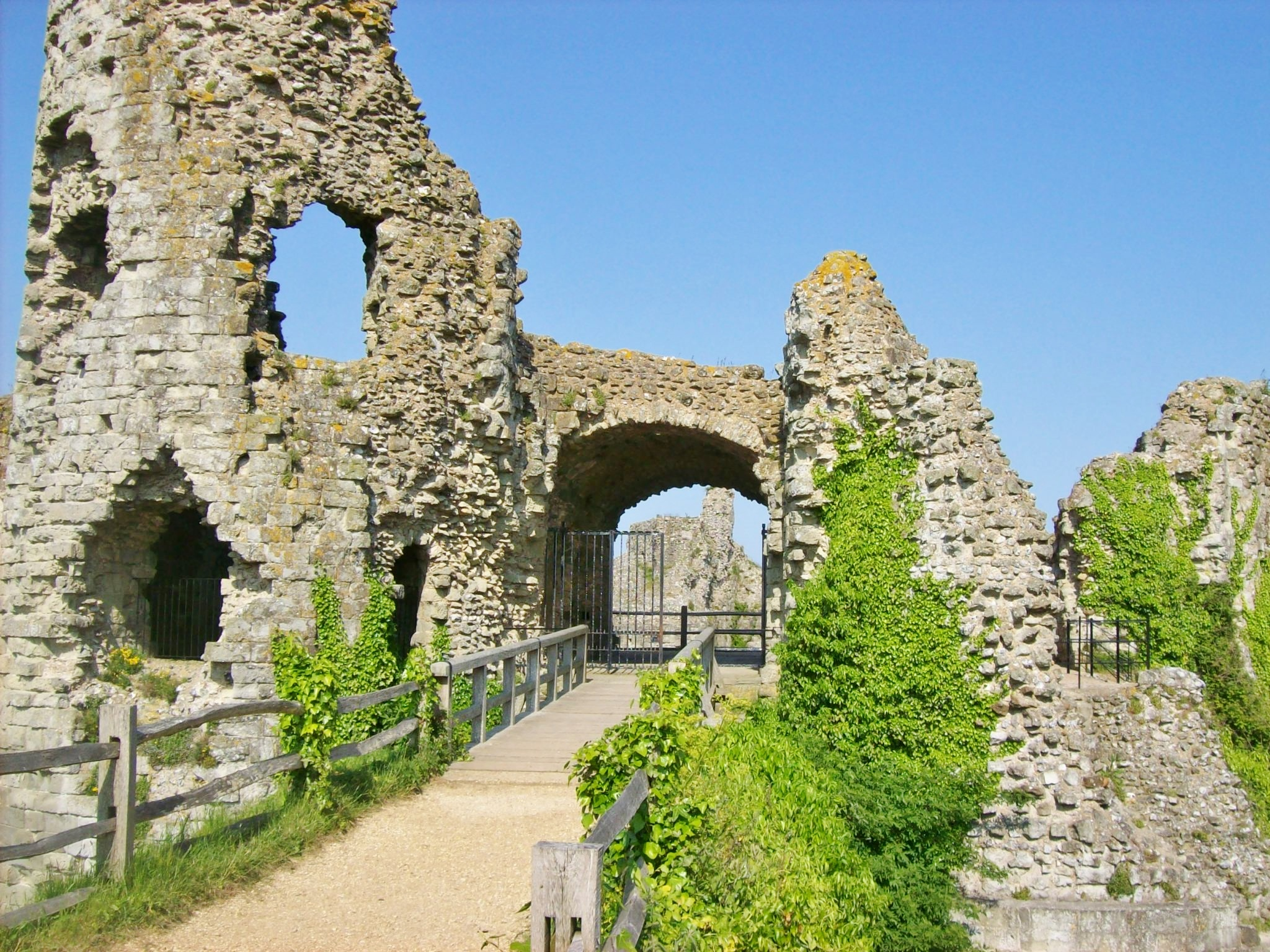
Развалины замка Певенси

Когда после смерти Вильгельма I Завоевателя на английский престол вступил его второй сын Вильгельм II Руфус, епископ Одо организовал крупное восстание англонормандских баронов против нового короля. Возможно, причиной такого деяния Одо стал тот факт, что первые места при Вильгельме II заняли Ланфранк и Вильгельм де Сен-Кале, епископ Даремский — давние противники Одо. Ему удалось привлечь на свою сторону большинство английских баронов, которые были недовольны разделением монархии после смерти Вильгельма I Завоевателя, в результате чего они оказались вассалами двух монархов: Вильгельма II Руфуса за английские владения и Роберта Куртгёза за нормандские. Вильям Малмсбери сообщает о том, что в восстании 1088 года приняли участие «почти все норманны». Хотя это явное преувеличение (граф Честер, Вильгельм де Варенн, Генрих де Бомон и некоторые другие крупные лорды поддержали короля), размах восстания все же был беспрецедентным.
Целью мятежа было свержение Вильгельма II и передача престола Англии старшему сыну Вильгельма I Завоевателя — Роберту Куртгёзу, герцогу Нормандскому. Очаги восстания были практически во всех английских областях: в Нортумбрии, Восточной Англии, Лестершире, валлийских марках, Бристоле, Сомерсете и юго-восточных графствах. Большинство выступлений было достаточно быстро подавлено. Отряды Роджера Монтгомери и баронов англо-валлийского пограничья были разбиты в Вустершире епископом Вульфстаном Вустерским. Армия Жоффруа, епископа Кутанса, и Роберта де Мобрея была остановлена у Илчестера. Наиболее опасным было восстание в Кенте и Суссексе, где действовали сам Одо, епископ Байё, и его брат Роберт де Мортен. Их ставкой стал замок Певенси на побережье Ла-Манша. Здесь также высадились отряды герцога Нормандского во главе с Робертом Беллемским, которые заняли Рочестер.
Однако королю Вильгельму II удалось заручиться поддержкой английской церкви и англосаксонского населения: именно англосаксонский фирд внёс решающий вклад в разгром баронов западных графств и сформировал ядро новой королевской армии. Этому способствовало обращение короля к народу с обещанием справедливого правления и восстановления «лучших законов, которые когда-либо существовали на этой земле». Вскоре Вильгельм II захватил Тонбридж и после шестинедельной осады взял Певенси, где взял в плен епископа Одо и Роберта де Мортена. Затем войска Вильгельма II двинулись к Рочестеру. Под давлением короля Одо договорился об условиях капитуляции с оборонявшим замок Робертом Беллемским, но во время переговоров Одо был взят в плен мятежниками (возможно, он по собственной инициативе перебежал в их лагерь). В результате осада продолжилась. Замок был укреплён Робертом Беллемским — одним из лучших военных инженеров того времени — и продолжал сопротивляться осаде на протяжении нескольких месяцев. Лишь голод заставил мятежников сдаться. Это означало конец восстания. Король объявил амнистию участникам мятежа и сохранил за ними их земельные владения. Единственным исключением стал главный организатор выступления: Одо был лишён всех своих титулов и земель и изгнан из Англии.
Конец своей жизни Одо провёл в Нормандии при дворе герцога Роберта Куртгёза. В 1096 году в составе отрядов герцога Роберта Одо отправился в крестовый поход в Палестину, однако в самом начале 1097 года скончался в Палермо (на Сицилии).

## Личность

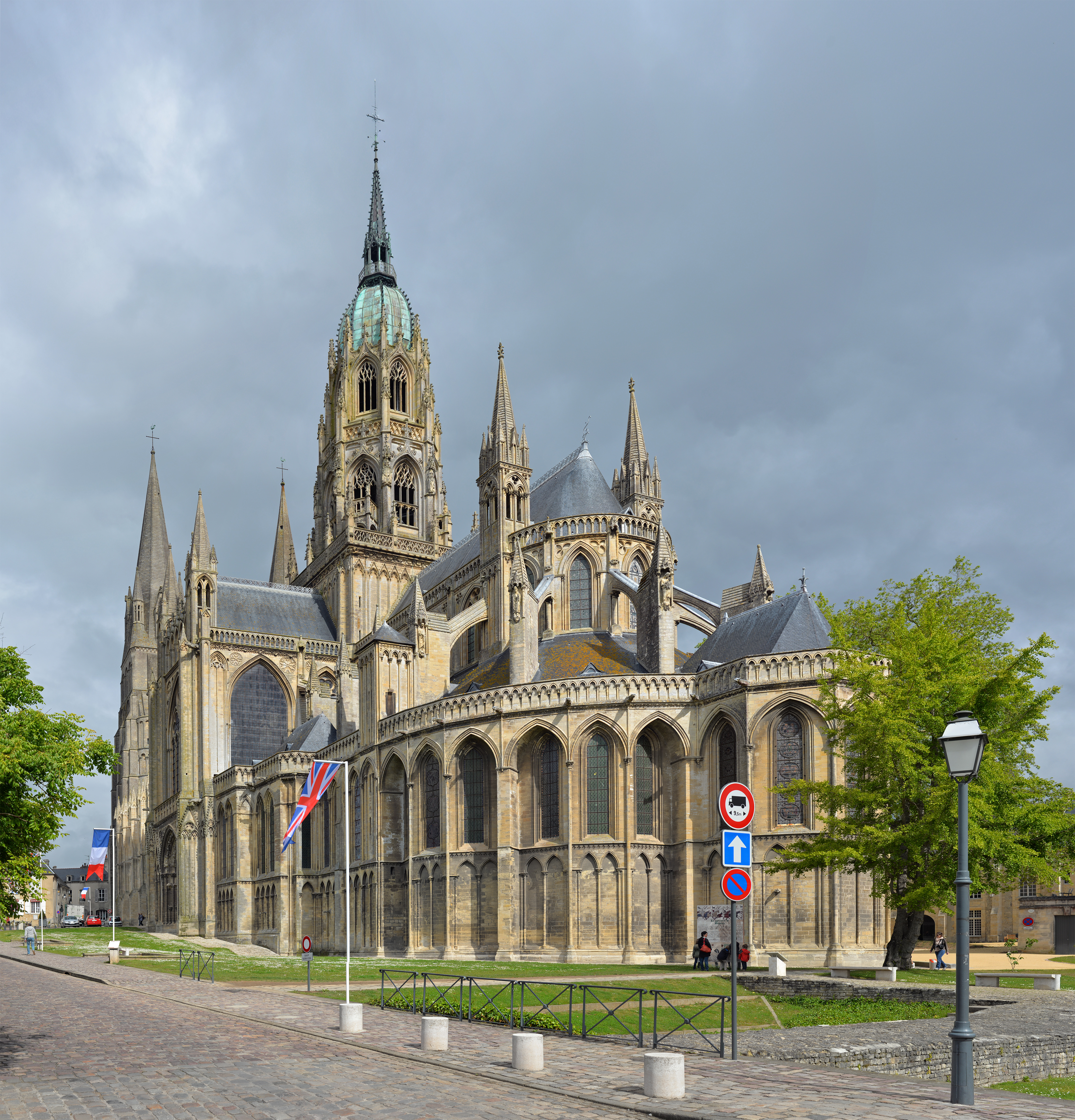
Кафедральный собор Байё, восстановленный по приказу Одо

Одо в представлении средневековых хронистов был человеком безграничных амбиций, не останавливающийся ради собственного обогащения перед разбоем и насилием. Он, безусловно, был прежде всего воин и государственный деятель, чем служитель церкви. Однако, как и многие средневековые прелаты, Одо покровительствовал искусству и поощрял образование. В Байё он начал строительство великолепного собора, создал церковную школу, а также, возможно, принял участие в создании одной из ранних версий «Песни о Роланде». Наибольшим достижением Одо в сфере искусств стало создание по его заказу «ковра из Байё», выдающегося памятника средневекового изобразительного искусства, повествующего о нормандском завоевании Англии.